# ألفريدو سيمون
ألفريدو سيمون هو لاعب كرة قاعدة دومينيكاني، ولد في 8 مايو 1981 في سانتياغو دي لوس كاباليروس في جمهورية الدومينيكان.

## وصلات خارجية
- ألفريدو سيمون على موقع دوري كرة القاعدة الرئيسي (الإنجليزية)
- ألفريدو سيمون على موقعبيزبول رفرنس.كوم (الدوري الرئيسي) (الإنجليزية)
- ألفريدو سيمون على موقعبيزبول رفرنس.كوم (الدوري الثانوي) (الإنجليزية)
- ألفريدو سيمون على موقع إي إس بي إن.كوم (أم.أل.بي) (الإنجليزية)
- ألفريدو سيمون على موقع مشجعي الرسوم البيانية (الإنجليزية)